# Boulouze
Die Boulouze ist ein Fluss in Frankreich, der in der Region Okzitanien verläuft. Ihr Quellbach entspringt unter dem Namen Ruisseau des Mourères im Gemeindegebiet von Lahage, erhält seinen endgültigen Namen aber bereits nach etwa drei Kilometern, beim Zusammenfluss mit dem Ruisseau de Labarthe. Der Fluss entwässert in generell nördlicher Richtung und mündet nach insgesamt rund 19 Kilometern an der Gemeindegrenze von Marestaing und Auradé als rechter Nebenfluss in die Save. Auf ihrem Weg durchquert die Boulouze die Départements Département Haute-Garonne und Département Gers.

## Orte am Fluss
(Reihenfolge in Fließrichtung)
- Pébées
- Seysses-Savès